# Liste der Naturdenkmale im Amt Stargarder Land
Die Liste der Naturdenkmale in Amt Stargarder Land nennt die Naturdenkmale im Amt Stargarder Land im Landkreis Mecklenburgische Seenplatte in Mecklenburg-Vorpommern.

## Burg Stargard
| Bild | Nr.        | Bezeichnung | Standort                          | Beschreibung | Schutzzweck | Verordnung |
| ---- | ---------- | ----------- | --------------------------------- | --- | ----------- | ---------- |
| BW   | 2445/125-0 | Eiche       | (53° 30′ 27″ N, 13° 18′ 10,4″ O)  | Der Baum steht ca. 1,5 km nördlich von Burg Stargard im Lindetal am Wanderweg Neubrandenburg – Burg Stargard.; Landesheimatverband MV                                             |             |            |
| BW   | 2446/108-0 | Eiche       | (53° 30′ 17,3″ N, 13° 20′ 9,2″ O) | Der Baum steht ca. 150 m nordwestlich des Quastenberger Friedhofs auf einer Anhöhe in der Feldmark. Im Sommer 1996 betrug der Stammumfang 4,80 m.; Umweltamt Mecklenburg-Strelitz |             |            |
| BW   | 2545/101-0 | Eiche       | (53° 27′ 50″ N, 13° 18′ 41,4″ O)  | Der Baum steht am Westufer des Wrechen-Sees, etwa einen Kilometer südwestlich von Sabel.                                                                                          |             |            |

## Cölpin
| Bild | Nr.        | Bezeichnung | Standort                           | Beschreibung | Schutzzweck | Verordnung |
| ---- | ---------- | ----------- | ---------------------------------- | --- | ----------- | ---------- |
| BW   | 2446/401-0 | Trauerbuche | (53° 30′ 28,1″ N, 13° 28′ 15,2″ O) | Die Trauerbuche wächst nahe des Gutshauses von Neu Käbelich. Im Jahre 1995 hatte das Naturdenkmal einen Stammdurchmesser von 2,56 m.; Umweltamt Mecklenburg-Strelitz |             |            |

## Groß Nemerow
| Bild                          | Nr.           | Bezeichnung          | Standort                                         | Beschreibung | Schutzzweck | Verordnung |
| ----------------------------- | ------------- | -------------------- | ------------------------------------------------ | --- | ----------- | ---------- |
| BW                            | 2545/104-0    | Sommerlinde          | Klein Nemerow (53° 29′ 19,7″ N, 13° 12′ 49,3″ O) | „Die Linde steht unmittelbar am Badestrand des Tollensesees. Bei Messungen im Sommer 1996 betrug ihr Stammumfang 7,20 m.“ Umweltamt Mecklenburg-Strelitz                            |             |            |
| mehr Fotos \| Fotos hochladen | Keine AlterID | Gemeine Rosskastanie | Klein Nemerow (53° 29′ 21,8″ N, 13° 12′ 51,8″ O) | „Fünf starke Äste entspringen dem Stamm in 3 m Höhe und neigen sich weiter außen bis in Bodennähe. Böschungslage. Verseilte Krone.“ Stärkste Rosskastanie in Mecklenburg-Vorpommern |             |            |

## Holldorf
| Bild | Nr.        | Bezeichnung | Standort                           | Beschreibung | Schutzzweck | Verordnung |
| ---- | ---------- | ----------- | ---------------------------------- | --- | ----------- | ---------- |
| BW   | 2545/108-0 | Eiche       | (53° 28′ 3,4″ N, 13° 16′ 17,8″ O)  | Die Eiche steht im Ortseingang Holldorf aus Richtung Burg Stargard kommend, etwa 5 m rechts der Straße.; Landesheimatverband MV                                                                                      |             |            |
| BW   | 2545/106-0 | Stiel-Eiche | (53° 28′ 2,6″ N, 13° 16′ 19,9″ O)  | Der Baum befindet sich am Ortseingang aus Richtung Burg Stargard, etwa 40 m links der Straße. Im Sommer 1996 betrug der Stammumfang 7,20 m.; Umweltamt Mecklenburg-Strelitz                                          |             |            |
| BW   | 2545/045-0 | Eiche       | (53° 27′ 48,2″ N, 13° 16′ 23,9″ O) | Neben der Straße am Friedhof Holldorf wächste eine alte Eiche mit einem Stammdurchmesser von 2 m. Ihr geschätztes Alter beträgt 400–500 Jahre. Der Baum ist als Naturdenkmal ausgeschildert.; Landesheimatverband MV |             |            |

## Lindetal
Hier sind keine Naturdenkmale bekannt.

## Pragsdorf
Hier sind keine Naturdenkmale bekannt.